# Kristiansminde
Kristiansminde (deutsch: Christiansminde) ist eine Straßensiedlung des Ortes Frøslev nahe der deutsch-dänischen Grenze bei Flensburg.

## Lage
Am Rand der Frøslev Plantage liegt der kleine Ort Kristiansminde. Die Straße, welche die dortigen Häuser verbindet, führt von der Siedlung weg, nach Süden zur Grenze bei Wilmkjer (einem kleinen Ort, der zwischen Dänemark und Deutschland geteilt wurde). 500 Meter südöstlich von Kristiansminde liegt die Siedlung Kolonisthuse. Zwei Kilometer östlich liegt der Ort Frøslev. Die Stadt Flensburg liegt ungefähr fünf Kilometer östlich der Siedlung.

## Hintergrund
Der Name der Siedlung setzt sich aus dem Namen „Christian“ sowie dem dänischen Wort „minde“ zusammen, das „(zum) Gedächtnis“ bedeutet.
Auf der Karte der Preußischen Landesaufnahme um 1879 war zwar die Siedlung nicht namentlich genannt, doch die Hofgebäude von Kristiansmindevej 10 waren in ihren Umrissen schon eingezeichnet. Nach der Volksabstimmung in Schleswig im Jahr 1920 wurde die Siedlung Dänemark zugesprochen.